# Wolfgang Steimels

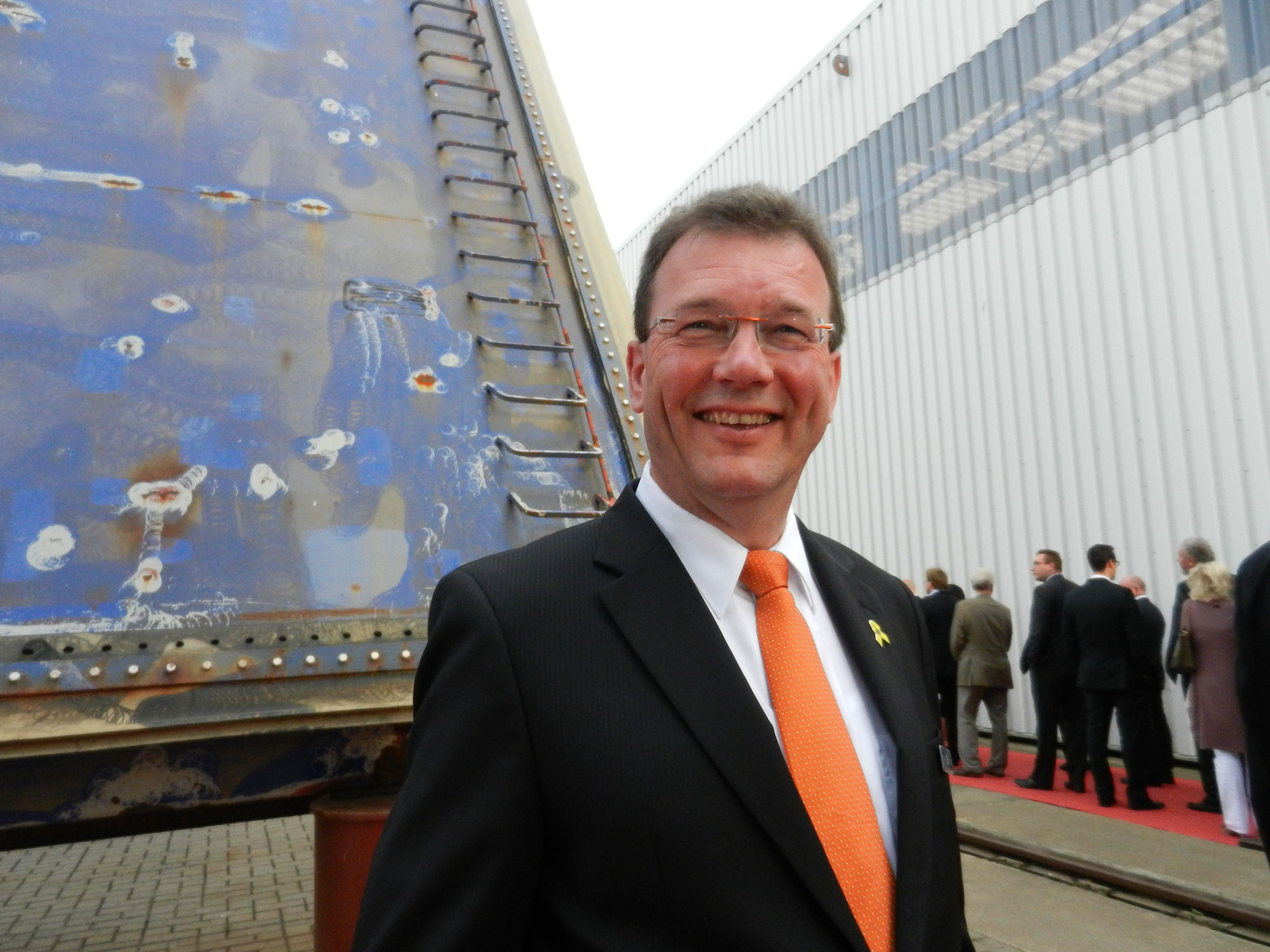
Wolfgang Steimels (2012)

Wolfgang Steimels (* 22. März 1956 in Köln) ist ein deutscher Jurist. Er war von 2008 bis 2017 Präsident des Bundessprachenamtes.

## Leben
Nach seinem Studium der Rechtswissenschaften an der Universität zu Köln und dem Rechts-Referendariat in Nordrhein-Westfalen war Steimels von 1989 bis 1991 Rechtsberater und Wehrdisziplinaranwalt am damaligen Heeresamt in Köln. Anschließend arbeitete Steimels als Rechtslehrer an der Technischen Schule des Heeres/Fachschule für Heeres-Technik (TSH/FSHT) in Aachen. Von 1991 bis 2008 war Steimels im Bundesministerium der Verteidigung (BMVg) in Bonn tätig. Dort war Steimels zunächst als Referent mit dem Dienstrecht der Soldaten, später mit der Personalberatung des Zivilpersonals befasst. 1996 wurde er Persönlicher Referent des Abteilungsleiter Personal im BMVg und 1998 Persönlicher Referent des Abteilungsleiter Personal-, Sozial- und Zentralangelegenheiten im Bundesministerium der Verteidigung in Bonn. Ab 2000 war Steimels Referatsleiter für die Aus- und Fortbildung – Grundsatz und Nachwuchswerbung (Zivilpersonal), danach für die Personalbearbeitung Sonstige Fachdienste und Disziplinarangelegenheiten. 2006 bis 2008 führte Steimels das Referat Grundsatzangelegenheiten des Sprachendienstes sowie Dolmetscherdienst BMVg.
Ab Februar 2008 war Steimels Präsident des Bundessprachenamtes, im März 2017 wurde er in den Ruhestand verabschiedet.
Während seiner Dienstzeit war Steimels zeitweise Mitherausgeber der juristischen Loseblattsammlung „Soldatenbeteiligungsgesetz“ und der Zeitschrift Bundeswehrverwaltung. Er ist verheiratet und lebt in Pulheim.